# Онета
Онѐта (на италиански: Oneta; на ломбардски: Oneda, Онеда) е община в Северна Италия, провинция Бергамо, регион Ломбардия. Административен център на общината е село Вила (Villa), което е разположено на 740 m надморска височина. Населението на общината е 598 души (към 2017 г.).